# 마쓰라 다카노부 (1529년)

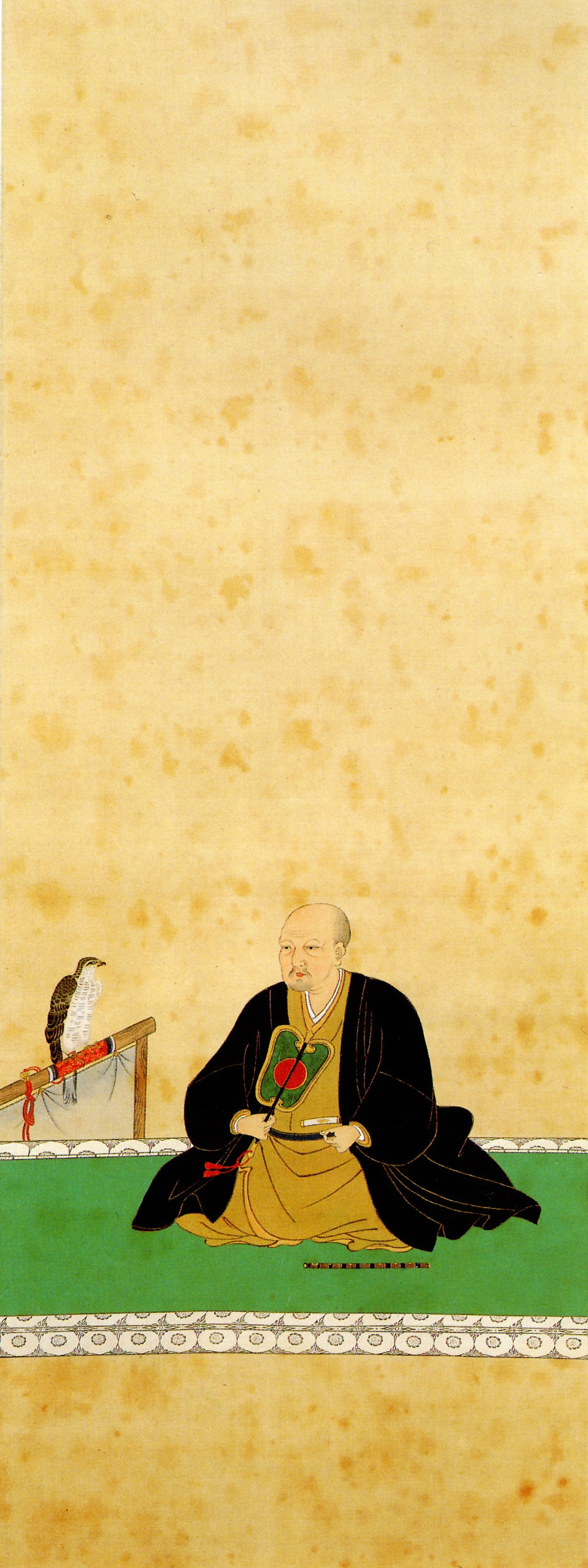
마쓰라 다카노부

마쓰라 다카노부(일본어: 松浦隆信, 1529년(교로쿠 2년) ~ 1599년 4월 30일(게이초 4년 윤3월 6일))는 히젠국(肥前國)의 센고쿠 다이묘이다. 사가 겐지파 마쓰라 씨 25대 당주. 아버지는 마쓰라 오키노부(松浦興信). 자식은 시게노부, 고토 고레아키(後藤惟明), 지카시(마쓰라 소킨의 양자), 마쓰라 신지쓰.

## 생애
다카노부는 히라도섬을 중심으로 왕성한 해양활동을 하였다. 마쓰라 씨는 히젠 마쓰라(肥前松浦) 지역을 지배하는 가문이었다. 경쟁 관계에 있었던 쓰시마 소씨(宗氏), 히젠 소노키(肥前彼杵)의 오무라씨(大村氏)와 경쟁 관계에 있었다.
다카노부는 히라노 성하에 조선, 서방과의 교역 창구을 만들었으나, 외부 문물이 흥성하고 천주교가 유입되자, 천주교 탄압에 주력하게 되지만 빈번히 실패하였다.

## 같이 보기
- 마쓰라토(松浦党)
- 고니시 유키나가